# Big Bang Chula United Football Club
Pour les articles homonymes, voir Big Bang (homonymie).
Maillots
Le Big Bang Chula United Football Club (en thaï : สโมสรฟุตบอล บีบีซียู), plus couramment abrégé en Big Bang Chula United, est un ancien club thaïlandais de football fondé en 1976 et disparu en 2017, et basé à Bangkok, la capitale du pays.

## Histoire
En avril 2017, le club a été dissous pour raisons financières. L'équipe est automatiquement bannie deux ans et, si elle décide de revenir à l'issue, elle sera reléguée au quatrième échelon du football thaïlandais.

## Palmarès
| \| - Championnat de Thaïlande (1) : - Champion : 1998. - Vice-champion : 1997. - Championnat de Thaïlande D2 : - Vice-champion : 2007. \| \| - Coupe de Thaïlande (1) : - Vainqueur : 1997. - Coupe de la Reine : - Finaliste : 1999, 2000 et 2002. \| |  | |
| - Championnat de Thaïlande (1) : - Champion : 1998. - Vice-champion : 1997. - Championnat de Thaïlande D2 : - Vice-champion : 2007. |  | - Coupe de Thaïlande (1) : - Vainqueur : 1997. - Coupe de la Reine : - Finaliste : 1999, 2000 et 2002. |

## Personnalités du club

### Présidents du club
- Wirayut Potaramik

### Entraîneurs du club
| - Karoon Narksawad / Jutha Tingsapat (2006 - 2008) - Kiatisuk Senamuang (2008 - 2009) - Carlos Ferreira (janvier 2009 - août 2009) - Pichai Pituwong (août 2009 - octobre 2009) - Chana Yodprang (janvier 2010 - avril 2010) - Thongchai Sukkoki (mai 2010 - décembre 2010) - Kiatisuk Senamuang (décembre 2010 - mai 2012) |  | - José Alves Borges (2013) - Worachai Surinsirirat (2013 - 2015) - Tsuyoshi Takano (2015 - 2016) - Kōichi Sugiyama (2016) - Jatuporn Pramualban (2016) - Pairoj Borwonwatanadilok (2017) - Worachai Surinsirirat (2017) |